# Talarrubias
Talarrubias ist ein Ort und eine Gemeinde (municipio) mit 3.259 Einwohnern (Stand: 2024) im Nordosten der spanischen Provinz Badajoz in der Autonomen Gemeinschaft Extremadura. Zur Gemeinde gehören neben dem Hauptort Talarrubias die Ortschaften Obando und Vegas Altas.

## Lage
Talarrubias liegt ca. 110 Kilometer ostnordöstlich von Mérida in einer Höhe von ca. 435 m in der Sierra de Pela. Der Guadiana wird hier zur Embalse de García de Sola aufgestaut. Das Klima im Winter ist gemäßigt, im Sommer dagegen warm bis heiß; die eher geringen Niederschlagsmengen (ca. 535 mm/Jahr) fallen – mit Ausnahme der nahezu regenlosen Sommermonate – verteilt übers ganze Jahr.

## Bevölkerungsentwicklung
| Jahr      | 1970 | 1981 | 1991 | 2001 | 2011 | 2021 |
| Einwohner | 5051 | 3946 | 3816 | 3630 | 3624 | 3355 |

Der deutliche Bevölkerungsrückgang seit den 1950er Jahren ist im Wesentlichen auf die Mechanisierung der Landwirtschaft, die Aufgabe bäuerlicher Kleinbetriebe und den damit einhergehenden Verlust an Arbeitsplätzen zurückzuführen (Landflucht).

## Wirtschaft
Während das Umland über Jahrhunderte in hohem Maße landwirtschaftlich geprägt war und immer noch ist, ließen sich im Ort selbst auch Kleinhändler, Handwerker und Dienstleister aller Art nieder.

## Sehenswürdigkeiten
- Katharinenkirche

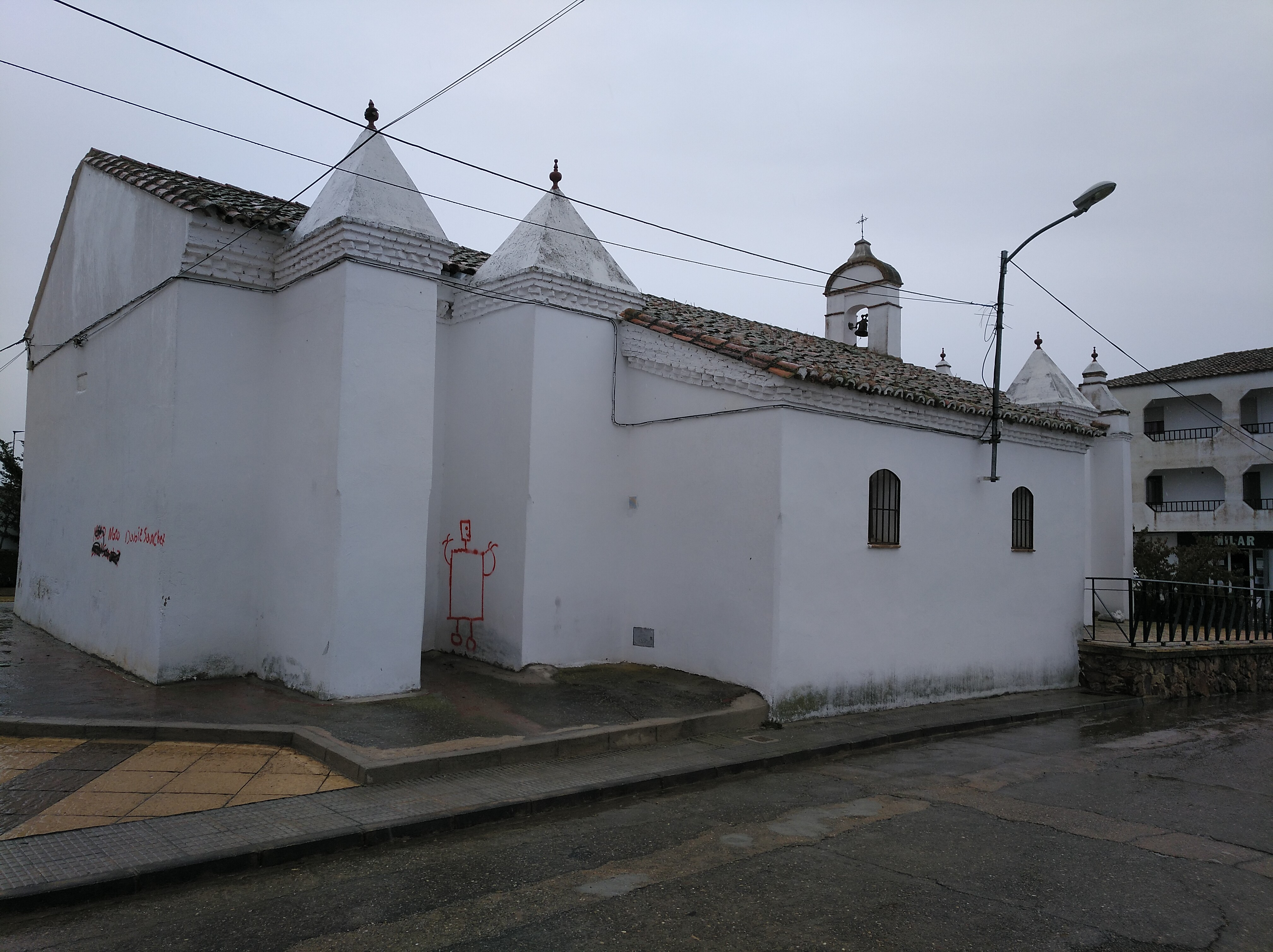
Rochuskapelle

- Rochuskapelle

## Persönlichkeiten
- Diego Antonio Díez Madroñero (1714–1769), Bischof von Caracas (1756–1769)
- José Antonio García Mohedano (1741–1804), Bischof von Guyana (1801–1804)

## Gemeindepartnerschaft
Mit der italienischen Gemeinde Contigliano in der Provinz Rieti (Lazio) besteht eine Partnerschaft.